# Alt Empordà
Alt Empordà is een comarca van de Spaanse autonome regio Catalonië. Het is onderdeel van de provincie Girona. In 2005 telde Alt Empordà 118.950 inwoners op een oppervlakte van 1.357,53 km². De hoofdstad van de comarca is Figueres.

## Gemeenten
| Gemeente                    | Inwoners | Gemeente                | Inwoners | Gemeente                | Inwoners |
| --------------------------- | -------- | ----------------------- | -------- | ----------------------- | -------- |
| Agullana                    | 756      | Albanyà                 | 137      | L'Armentera             | 770      |
| Avinyonet de Puigventós     | 1.241    | Bàscara                 | 900      | Biure                   | 236      |
| Boadella i les Escaules     | 230      | Borrassà                | 614      | Cabanelles              | 240      |
| Cabanes                     | 917      | Cadaqués                | 2.922    | Cantallops              | 287      |
| Capmany                     | 494      | Castelló d'Empúries     | 10.021   | Cistella                | 232      |
| Colera                      | 601      | Darnius                 | 547      | L'Escala                | 8.795    |
| Espolla                     | 367      | El Far d'Empordà        | 483      | Figueres                | 39.641   |
| Fortià                      | 582      | Garriguella             | 731      | Garrigàs                | 346      |
| La Jonquera                 | 3.020    | Lladó                   | 591      | Llançà                  | 4.611    |
| Llers                       | 1.167    | Masarac                 | 265      | Maçanet de Cabrenys     | 700      |
| Mollet de Peralada          | 172      | Navata                  | 980      | Ordis                   | 353      |
| Palau de Santa Eulàlia      | 91       | Palau-saverdera         | 1.197    | Pau                     | 501      |
| Pedret i Marzà              | 154      | Peralada                | 1.625    | Pont de Molins          | 419      |
| Pontós                      | 217      | El Port de la Selva     | 908      | Portbou                 | 1347     |
| Rabós                       | 194      | Riumors                 | 172      | Roses                   | 17.173   |
| Sant Climent Sescebes       | 482      | Sant Llorenç de la Muga | 196      | Sant Miquel de Fluvià   | 671      |
| Sant Mori                   | 164      | Sant Pere Pescador      | 1.804    | Santa Llogaia d'Àlguema | 313      |
| Saus, Camallera i Llampaies | 737      | La Selva de Mar         | 223      | Siurana                 | 181      |
| Terrades                    | 146      | Torroella de Fluvià     | 460      | La Vajol                | 101      |
| Ventalló                    | 698      | Vila-sacra              | 485      | Vilabertran             | 843      |
| Viladamat                   | 421      | Vilafant                | 5.013    | Vilajuïga               | 1.072    |
| Vilamacolum                 | 280      | Vilamalla               | 1.092    | Vilamaniscle            | 182      |
| Vilanant                    | 333      | Vilaür                  | 139      |                         |          |